# Štefan Zagrebec
Štefan Zagrebec (rojen kot Matija Marković), hrvaški književnik in pridigar, avtor kajkavske baročne književnosti, * ok. 1669, Zagreb; † 15. februar 1742, Zagreb.

## Življenje
1688 je postal član kapucinskega reda, kjer je dobil redovniško ime Štefan. V Gorici je bil noviciat, nato je služil na Štajerskem v tamkajšnji kapucinski provinciji.
1692 je bil posvečen za duhovnika. Bil je izmenoma pridigar in gvardijan v Zagrebu in v Varaždinu.

## Delo
Bil je znan pridigar v svojem času, ki je napisal tudi nekaj verskih knjig v kajkavščini. Njegovo največje delo je zbirka pridig Hrana duhovna (Pabulum spirituale), ki so jo objavljali od 1715 do 1734 v pet knjigah. Vsebuje pridige za nedelje, praznike in poste. Napisal je tudi molitvenik z naslovom Zadnia volya.